# 유골 (천릉후)
유골(劉骨, ? ~ ?)은 전한 말기의 제후로, 장사정왕의 현손이다.

## 생애
아버지 유경의 뒤를 이어 천릉후(泉陵侯)에 봉해졌으나, 전한이 멸망하여 작위가 박탈되었다.

## 출전
- 반고, 《한서》 권15상 왕자후표 上